# Placówka Straży Celnej „Polanki”

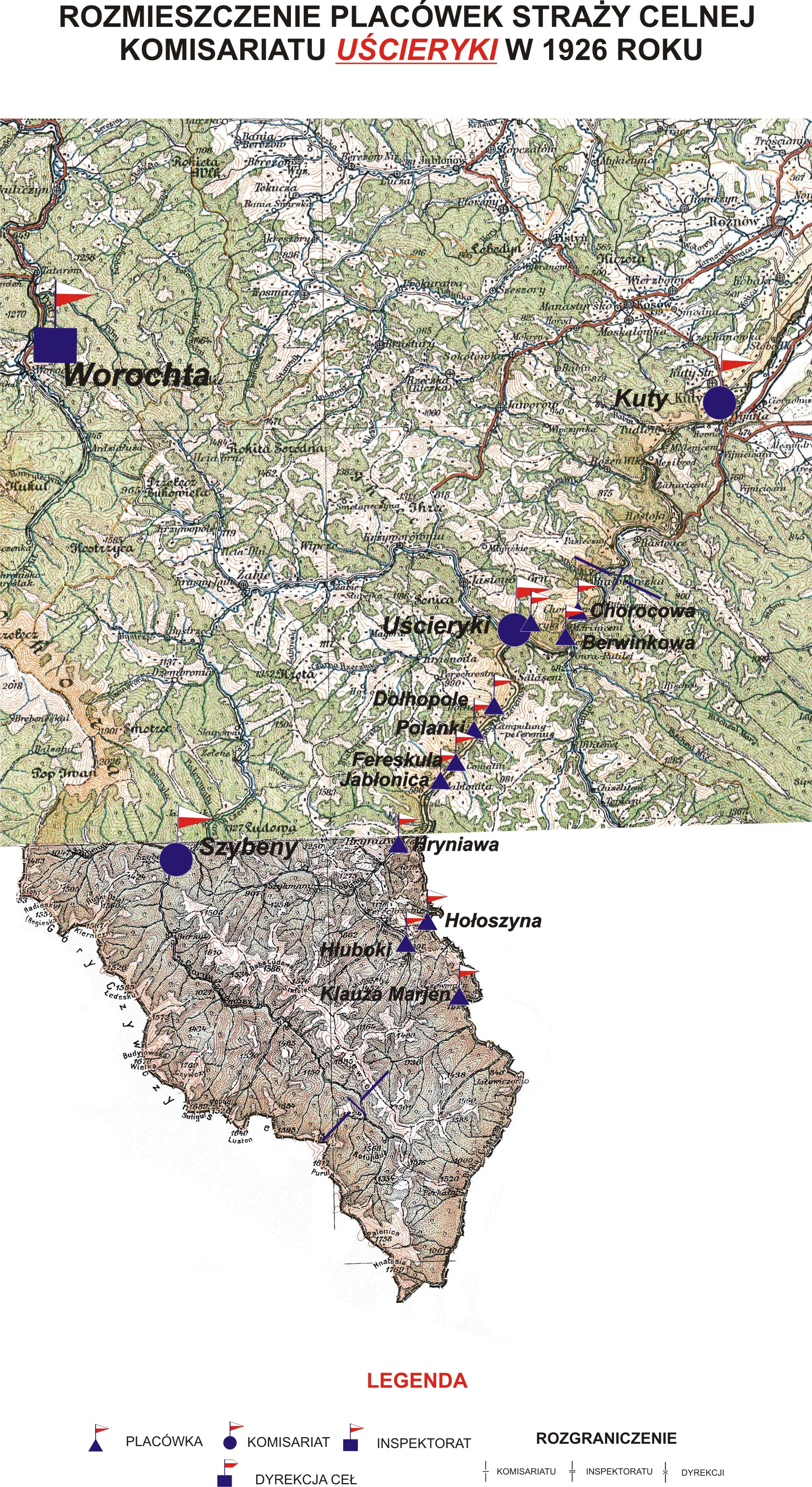
Rozmieszczenie placówek SC komisariatu Uścieryki w 1926

Placówka Straży Celnej „Polanki” – jednostka organizacyjna Straży Celnej pełniąca w okresie międzywojennym służbę ochronną na granicy polsko-rumuńskiej.

## Formowanie i zmiany organizacyjne
Na wniosek Ministerstwa Skarbu, uchwałą z 10 marca 1920 roku, powołano do życia Straż Celną. Jednostki Straży Celnej rozpoczęły przejmowanie odcinków granicy od pododdziałów Batalionów Celnych. W 1922 roku w Kaduszkach stacjonował sztab 3 kompanii 11 batalionu celnego. Kompania wystawiała między innymi placówkę w Polankach. Proces tworzenia Straży Celnej trwał do końca 1922 roku. Placówka Straży Celnej „Polanki” weszła w podporządkowanie komisariatu Straży Celnej „Uścieryki” z Inspektoratu SC „Śniatyn”.
W drugiej połowie 1927 roku przystąpiono do gruntownej reorganizacji Straży Celnej. W praktyce skutkowało to rozwiązaniem tej formacji granicznej. Ochronę północnej, zachodniej i południowej granicy państwa przejęła powołana z dniem 2 kwietnia 1928 roku Straż Graniczna. W strukturach nowo powstałej formacji placówki „Polanki” nie odtworzono.

## Funkcjonariusze placówki
Kierownicy placówki
| stopień          | imię i nazwisko, numer   | okres pełnienia służby |
| ---------------- | ------------------------ | ---------------------- |
| starszy strażnik | Franciszek Kubicki (288) | był w 1926             |

Obsada personalna placówki w 1926:
- starszy strażnik Franciszek Kubicki (288)
- strażnik Kasper Potoczny (1832)
- strażnik Franciszek Kalisz (1411)